# کوه استیورت (کالیفرنیا)
کوه استیورت (به انگلیسی: Mount Stewart) یک کوه در ایالات متحده آمریکا است که در کالیفرنیا واقع شده‌است.